# François Benjamin Godin
Pour l’article homonyme, voir Godin.
François Benjamin Godin (28 mars 1828-3 mars 1888) est un avocat et homme politique fédéral du Québec.

## Biographie
Né à Saint-Constant dans le Bas-Canada, il étudia étudia le droit à Montréal. Nommé au Barreau en 1849, il fut aussi nommé au Conseil de la Reine en 1878. En 1871, il essaya de devenir député du Parti libéral du Québec dans la circonscription de Joliette, mais il est défait par le conservateur Vincent-Paul Lavallée.
Élu député du Parti libéral du Canada dans la circonscription fédérale de Joliette en 1867, il est défait en 1872 et lors de l'élection partielle de 1880 par le conservateur Louis François Georges Baby.
Son petit-fils, Lucien Dugas, a été député provincial de Joliette et Président de l'Assemblée nationale du Québec.